# Нукунону (село)
Нукунону (ток. Nukunonu) је село на истоименом острву у саставу територије Токелау у Тихом океану. Смештено је у југоисточном делу острва. У селу живи према попису из 2011. године 355 становника. Нукунону има два хотела, локалну болницу и цркву.

## Спољашње вез
- Nukunonu Island Архивирано на веб-сајту  (14. август 2007) (језик: енглески)